# Bolteniopsis sessilis
Bolteniopsis sessilis är en sjöpungsart som beskrevs av Monniot 1970. Bolteniopsis sessilis ingår i släktet Bolteniopsis och familjen lädermantlade sjöpungar. Inga underarter finns listade.